# Partido General Las Heras
General Las Heras ist ein Partido im Norden der Provinz Buenos Aires in Argentinien. Laut einer Schätzung von 2019 hat der Partido 17.182 Einwohner auf 760 km². Der Verwaltungssitz ist die Ortschaft General Las Heras. Der Partido wurde 1864 von der Provinzregierung geschaffen und ist nach Juan Gregorio de Las Heras benannt.

## Orte
General Las Heras ist in 6 Ortschaften und Städte, sogenannte Localidades, unterteilt.
- General Las Heras (Verwaltungssitz)
- Villars
- General Hornos
- Plomer
- La Choza
- Lozano